# La Plaine-sur-Mer
La Plaine-sur-Mer (bretonisch: Plaen-Raez; Gallo: La Plaènn) ist eine französische Gemeinde mit 4.617 Einwohnern (Stand: 1. Januar 2022) im Département Loire-Atlantique in der Region Pays de la Loire. Sie gehört zum Arrondissement Saint-Nazaire und zum Kanton Pornic.
Die Einwohner werden Plainais(es) genannt.

## Geographie
La Plaine-sur-Mer liegt etwa 49 Kilometer westsüdwestlich von Nantes am Atlantischen Ozean, an der sogenannten Jadeküste, in der Landschaft Pays de Retz.

### Nachbargemeinden
Umgeben ist La Plaine-sur-Mer von den Nachbargemeinden Saint-Michel-Chef-Chef im Norden und Nordosten, Pornic im Osten sowie Préfailles im Nordwesten.

### Gemeindegliederung
Zur Gemeinde gehören neben dem Kernort die Ortschaften Le Cormier, Port-Giraud und Le Marais.

## Bevölkerungsentwicklung
| 1962 | 1968 | 1975 | 1982 | 1990 | 1999 | 2006 | 2017 |
| ---- | ---- | ---- | ---- | ---- | ---- | ---- | ---- |
| 1475 | 1635 | 1797 | 2006 | 2104 | 2513 | 3474 | 4266 |

## Gemeindepartnerschaften
Mit der französischen Gemeinde Champs-sur-Tarentaine-Marchal im Département Cantal in der Auvergne besteht seit 2007 eine Partnerschaft.

## Sehenswürdigkeiten
- Dolmen du Moulin de la Guerche
- Kirche Notre-Dame, wohl im 11. Jahrhundert begründet, im 19. Jahrhundert weitgehend neu errichtet

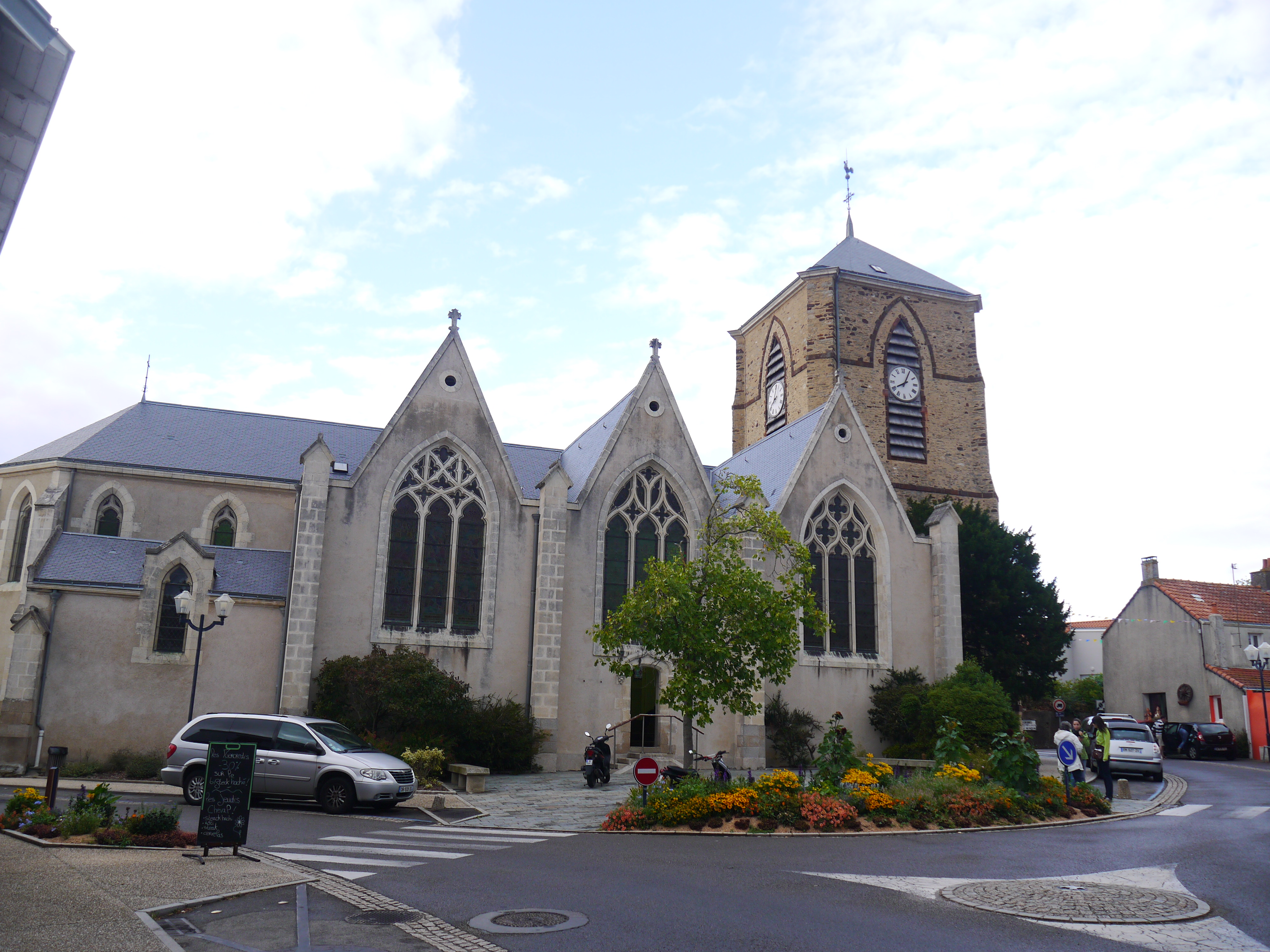
Kirche Notre-Dame

- Menhir de l'Ennerie